# 1106 (szám)
Az 1106 (római számmal: MCVI) az 1105 és 1107 között található természetes szám.

## A szám a matematikában
A tízes számrendszerbeli 1106-os a kettes számrendszerben 10001010010, a nyolcas számrendszerben 2122, a tizenhatos számrendszerben 452 alakban írható fel.
Az 1106 páros szám, összetett szám, szfenikus szám. Kanonikus alakja 21 · 71 · 791, normálalakban az 1,106 · 103 szorzattal írható fel. Nyolc osztója van a természetes számok halmazán, ezek növekvő sorrendben: 1, 2, 7, 14, 79, 158, 553 és 1106.
Az 1106 két szám valódiosztó-összegeként áll elő, ezek a 910 és a 2206.

## Csillagászat
- 1106 Cydonia kisbolygó